# داريل دايك
داريل دايك (بالإنجليزية: Daryl Dike)‏ (مواليد 3 يونيو 2000) هو لاعب كرة قدم أمريكي يلعب كمهاجم في نادي أورلاندو سيتي.

## روابط خارجية
- داريل دايك على موقع الدوري الأمريكي (الإنجليزية)
- داريل دايك على موقع قاعدة بيانات كرة القدم.إي يو (الإنجليزية)
- داريل دايك على موقع ليكيب (الفرنسية)
- داريل دايك على موقع ناشيونال فوتبول تيمز (الإنجليزية)
- داريل دايك على موقع Soccerbase.com (لاعب) (الإنجليزية)
- داريل دايك على موقع Soccerway.com (الإنجليزية)
- داريل دايك على موقع عالم كرة القدم.نت (الإنجليزية)